# Франческо Марія Верачіні
Франческо Марія Верачіні (італ. Francesco Maria Veracini; 1 лютого 1690, Флоренція, велике герцогство Тоскана — 31 жовтня 1768, там само) — італійський композитор і скрипаль епохи пізнього бароко.

## Біографія
Франческо Марія Верачіні народився 1 лютого 1690 у Флоренції, у великому герцогстві Тоскана в сім'ї фармацевта. Гри на скрипці навчався у свого дядька, відомого скрипаля Антоніо Верачіні, з яким часто виступав на концертах. Музичній композиції навчався у школі при катедральному соборі Флоренції у Франческо Ферочі. Написав «Кончерто гросо» (італ. Concerto grosso), або «Концерт для скрипки та восьми інструментів у ре-мажор» (італ. Concerto per violino e 8 strumenti in re maggiore), вперше виконаний 1711 року під час урочистостей, з нагоди коронації імператора Карла VI. Того ж року переїхав до Венеції.
Існує легенда, що, коли 1712 року відомий музикант Джузеппе Тартіні почув, як Верачіні грає на скрипці, він був настільки вражений його віртуозною технікою виконання, і так розчарований власною, що, відмовившись від місця в оркестрі, негайно поїхав з Венеції в Анкону удосконалювати свою майстерність.
1714 року Верачіні приїхав Лондон, де між діями в Королівському театрі виконував інструментальні п'єси, або симфонії. Тут познайомився з Франческо Джемініані. Сезон 1715 провів у Дюссельдорфі при дворі курфюрста Пфальца, Йоганна Вільгельма, якому присвятив свою ораторію «Мойсей на Червоному морі» (італ. Mosè al Mar Rosso). 1716 року у Венеції написав шість «увертюр» (тобто сюїт) для оркестру, які принесли йому широку популярність та забезпечили посаду композитора при дворі саксонського курфюрста Августа Сильного.
В серпні 1717 року Верачіні переїхав до Дрезден. 1721 року ним було написано новий цикл сонат для скрипки. 1722 року, внаслідок конфлікту між Верачіні та його колегою Йоганном Ґеорґом Пізенделем, музикант, що відрізнявся емоційним та екстравагантним характером, вистрибнув з вікна другого поверху дрезденської резиденції, внаслідок чого зламав кісточку та накульгував до кінця життя. Після одужання, якийсь час провів у Празі, де грав у будинковому оркестрі графів Кінскі.
В 1723 повернувшись у Флоренцію, він отримав місце скрипаля в церкві і написав ораторію. За цей час композитор примудрився заробити собі погану репутацію і отримав прізвисько «хворий на голову» (італ. capo pazzo).
У 1733 Верачіні знову приїхав з концертною програмою в Лондон. Тут для The Opera of Nobility їм була написана опера «Адріан у Сирії» (італ. Adriano in Siria), що мала успіх у публіки. За нею пішли «Милосердя Тита» (італ. La Clemenza di Tito, 1737), «Партеніо» (італ. Partenio, 1738) і «Розелінда» (італ. Roselinda, 1744) — з лібрето на основі п'єси Шекспіра «Як вам це сподобається». Тут ним була написана ораторія «Помилка Соломона» (італ. L'errore di Salomone). Два останні твори були прийняті прохолодно.
Переживши корабельну аварію в протоці Ла-Манш, Франческо Марія Верачіні повернувся до Флоренції, де отримав місце капельмейстера при церквах Святого Панкратія і Святого Гаетану, де працював до смерті 31 жовтня 1768 року.

## Творча спадщина
Творча спадщина композитора складає 4 опери, 7 ораторій, ряд симфонічних, духовних та вокальних творів.